# Station Lundamo
Station Lundamo is een station in  Lundamo in fylke Trøndelag  in  Noorwegen. Het station ligt aan Dovrebanen. Het is alleen in gebruik als halte voor stoptreinen.